# Coussarea insignis
Coussarea insignis är en måreväxtart som beskrevs av Adolpho Ducke. Coussarea insignis ingår i släktet Coussarea och familjen måreväxter. Inga underarter finns listade i Catalogue of Life.